# Miguel Hidalgo y Costilla
Miguel Hidalgo (Cura Hidalgo) (ur. 8 maja 1753, zm. 30 lipca 1811) – meksykański ksiądz katolicki, za którego sprawą wybuchło narodowe powstanie o wyzwolenie Meksyku spod władzy Hiszpanii.
Don Miguel Hidalgo wywodził się z hiszpańskiej rodziny (tzw. Kreolów). Był proboszczem parafii Dolores, noszącej obecnie nazwę Dolores Hidalgo – małego miasteczka położonego w stanie Guanajuato. Jego ojcem był Cristóbal Hidalgo y Costilla a matką Ana Maria Gallaga. Hidalgo od wczesnych lat interesował się zakazaną francuską literaturą rewolucyjną i nie poddawał się wpływom otoczenia. Władał kilkoma językami indiańskimi i otwarcie przeciwstawiał się niektórym nakazom wiary katolickiej, takim jak na przykład celibat duchowieństwa. W górniczo-rolniczym obszarze środkowego Meksyku Hidalgo i kilku innych wysoko postawionych Kreolów zaczęło układać plan rebelii przeciwko Hiszpanom, której główną siłą mieli być Metysi i Indianie – czyli stan chłopski.
Hidalgo ostrzeżony przez Doña Josefę Ortiz de Domínguez (La Corregidora), że ich spisek został wykryty i on sam zostanie wkrótce aresztowany, zdecydował się przyśpieszyć wybuch powstania. Wygłosił wówczas płomienną mowę przed zebranymi mieszkańcami Dolores, w której w religijnym języku zganił uzurpujących sobie prawo do rządzenia Hiszpanów wraz z ich władcą Ferdynandem VII (wydarzenie to zostało później nazwane Grito de Dolores). Stanął na czele pierwszego zbrojnego powstania o niepodległość Meksyku (1810). Zawołaniem bitewnym powstańców od tego momentu stała się odezwa „Niech żyje nasza Dziewica z Guadalupe i śmierć Hiszpanom!”. Po okresie krótszym niż rok Hidalgo był już pod bramami stolicy z siłami, które pozwalały na jej zajęcie. Z nieznanych powodów jego armia jednak zawróciła. Niektórzy historycy twierdzą, iż Hidalgo obawiał się niekontrolowanych zachowań tłumu, który wtargnąłby do miasta Meksyk. Poza tym brakowało mu posiłków w ludziach; trzeba by było na nie czekać długi czas. Od tego momentu gwiazda Miguela Hidalgo przygasła, a cały ruch niepodległościowy osłabł na sile. Niedługo potem został pojmany przez wojska królewskie i zmuszony do odcięcia się od dotychczasowych poglądów, a następnie stracony. Mimo tych niepowodzeń Hidalgo został uznany za męczennika walk z Hiszpanami oraz wielkiego wyzwoliciela Meksyku i ojca narodu. Przez biskupa z Michoacán został jednak wyklęty. Zdjęcie klątwy uzyskał przez kapitułę katedralną, przy użyciu swojego wojska .

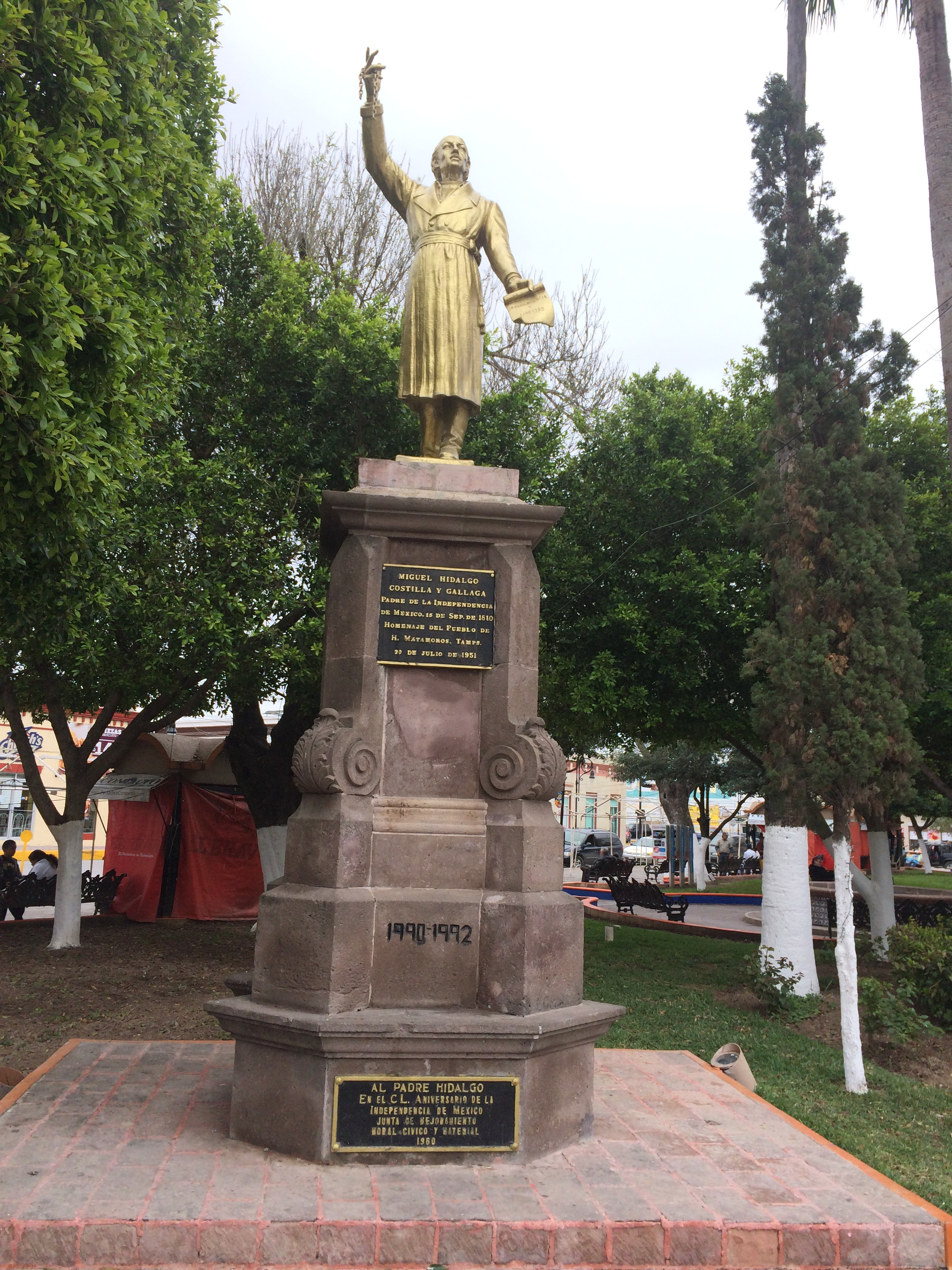
Matamoros - Miguel Hidalgo y Costilla

Oprócz niego aresztowani zostali także inni przywódcy rewolucji, tacy jak: Ignacio Allende, José Mariano Jiménez i Juan Aldama. Wszyscy zostali skazani na karę śmierci, którą wykonano 26 czerwca 1811 roku w Chihuahua, z tym wyjątkiem że Hidalgo został rozstrzelany 30 lipca 1811 roku. Później krążyły opowieści jakoby w czasie wykonywania wyroku śmierci pluton egzekucyjny oddawał salwę kilkakrotnie ponieważ żołnierze nie chcieli go zranić. Potem odcięto głowy wszystkich zgładzonych i rozmieszczono je w czterech głównych punktach Alhóndiga de Granaditas w mieście Guanajuato (gdzie w 1810 roku dokonali masakry Hiszpanów), aby w ten sposób odstraszyć innych przeciwników Korony Hiszpańskiej.
Jego wizerunek umieszczony był na licznych meksykańskich monetach w tym na:
- srebrnych monetach obiegowych o nominale 5 peso bitych w latach 1951-1957[6][7];
- srebrnej monecie okolicznościowej o nominale 5 peso oraz złotej monecie próbnej o nominale 10 peso wyemitowanych w 1953 roku z okazji dwusetnej rocznicy urodzin Miguela Hidalgo[8][9];
- srebrnych monetach obiegowych o nominale 10 peso bitych w latach 1955-1956[10];
- srebrnej monecie okolicznościowej o nominale 10 peso wybitej w 1960 roku z okazji 150. rocznicy wojny o niepodległość Meksyku[11];
- monetach obiegowych o nominale 10 peso bitych w latach 1978-1995[12][13];
- monetach obiegowych 20 peso bitych w latach 1993-1995[14];
- okolicznościowej monecie o nominale 5 peso wybitej w 2010 roku z okazji dwusetnej rocznicy niepodległości Meksyku[15].